# Gustaw Maj
Gustaw Maj (ur. 1 czerwca 1947 w Nieskurzewie Starym, zm. 21 marca 2025 w Warszawie) – generał brygady Wojska Polskiego; szef Zarządu Systemów Organizacyjnych Sił Zbrojnych Generalnego Zarządu Planowania Strategicznego (P-5) (1999–2002); zastępca szefa Generalnego Zarządu Zasobów Osobowych SG WP (2002–?); zastępca komendanta Akademii Obrony Narodowej; rezerwa kadrowa MON (2006).

## Życiorys
Gustaw Maj urodził się 1 czerwca 1947 r. w Nieskurzewie Starym pod Łysą Górą na Ziemi Świętokrzyskiej. W 1965 r. rozpoczął studia jako podchorąży Oficerskiej Szkoły Artylerii w Toruniu, którą po przemianowaniu w 1967 r. w Wyższą Szkołę Oficerską Wojsk Rakietowych i Artylerii ukończył w 1968 r. i był mianowany na pierwszy stopień oficerski podporucznika. W tym samym roku otrzymał przydział służbowy do 19 Samodzielnego Oddziału Topogeodezyjnego na stanowisko topografa i dowódcy sekcji topogeodezyjnej zespołu polowego. W 1973 r. w stopniu porucznika został skierowany na studia w Akademii Sztabu Generalnego WP, po ukończeniu których w 1976 r. przez jedenaście lat był nauczycielem akademickim w tej uczelni. W 1977 r. uzyskał tytuł przodującego nauczyciela akademickiego i zajął I miejsce w Olimpiadzie Taktycznej Wojska Polskiego. W 1983 r. uzyskał tytuł doktora nauk wojskowych, a jego praca uzyskała I nagrodę w konkursie na najlepszą pracę doktorską w Akademii Sztabu Generalnego WP. 
Od 1987 r. pełnił służbę w Sztabie Generalnym WP na stanowisku starszego specjalisty, a następnie objął funkcję zastępcy szefa oddziału systemów kompetencyjnych. W 1991 r. został wyznaczony na stanowisko zastępcy szefa Zarządu Organizacyjnego Sztabu Generalnego WP. W 1999 r. otrzymał przydział służbowy na stanowisko szefa Zarządu Systemów Organizacyjnych Sił Zbrojnych Generalnego Zarządu Planowania Strategicznego (P-5) SG WP. Na tym stanowisku współuczestniczył w opracowaniu koncepcji zmiany struktury wewnętrznej stanowisk etatowych w Siłach Zbrojnych RP, reorganizacji okręgów wojskowych oraz tworzeniu nowego modelu sił zbrojnych. W 1999 r. był awansowany do stopnia generała brygady przez prezydenta RP Aleksandra Kwaśniewskiego. Od 2002 r. był zastępcą szefa Generalnego Zarządu Zasobów Osobowych SG WP. 18 czerwca 2004 r. będąc na stanowisku zastępcy komendanta Akademii Obrony Narodowej uczestniczył w obchodach 5. rocznicy powstania Bałtyckiej Akademii Obrony (Baltic Defence College) oraz uroczystej promocji jej absolwentów w Tartu w Estonii. W roku 2006 r. był w rezerwie kadrowej MON. 

## Awanse[3]
- podporucznik – 1968
- porucznik – 1971
- kapitan – 1975
- major – 1979
- podpułkownik – 1983
- pułkownik – 1988
- generał brygady – 1999

## Ordery, odznaczenia i wyróżnienia[3]
- Krzyż Oficerski Orderu Odrodzenia Polski

i inne